# George L. Hart
George Luzerne Hart III (28 de septiembre de 1942) es un profesor de lengua tamil en la Universidad de California, Berkeley y un académico experto en lenguas indoasiáticas, sobre todo es reconocido por su trabajo en la literatura clásica tamil y saber identificar las relaciones entre la literatura tamil y la sánscrita. El Gobierno de la India le concedió el título de Padma Shri, el tercer honor civil más importante de dicho país.

## Carrera
Hart recibió su doctorado en sánscrito de la Universidad de Harvard en 1971. Enseñó en sánscrito en la Universidad de Wisconsin-Madison antes de unirse a la Universidad de California, Berkeley. El Profesor Hart fue el encargado de inaugurar el Departamento de Tamil en Berkeley. Ha realizado estudios de latín y griego, así como varios idiomas europeos e indios modernos.
Está casado con Kaushalya Hart, profesora y autora de libros en tamil.
Hart es más conocido por sus traducciones de varias epopeyas. Es también el autor de varios libros de texto tamil y sánscrito.

## Trabajos
Libros
- The Poems of Ancient Tamil, Their Milieu and Their Sanskrit Counterparts, University of California Press, 1975. ISBN 0-520-02672-1.
- The Relation between Tamil and Classical Sanskrit Literature, Wiesbaden: Otto Harrassowitz, 1976. ISBN 3-447-01785-6.
- Poets of the Tamil Anthologies: Ancient Poems of Love and War, Princeton University Press, 1979. ISBN 0-691-06406-7.
- A Rapid Sanskrit Method, Motilal Banarsidass, 1984. ISBN 81-208-0199-7.
- The Forest Book of the Rāmāyaṇa of Kampan̲, (with Hank Heifetz), University of California Press,  1989. ISBN 0-520-06088-1.
- The Four Hundred Songs of War and Wisdom: An Anthology of Poems from Classical Tamil, the Purananuru. (with Hank Heifetz), Columbia University Press, 1999. ISBN 0-231-11563-6.

Artículos
- "Early Evidence for Caste in South India", in Hockings (ed), Dimensions of Social Life: Essays in honour of David B. Mandelbaum, Berlín: Mouton Gruyter, 1987, pp. 467–491.